# Sible Hedingham
Sible Hedingham är en ort i engelska Essex.
Orten nämns i Domesday Book tillsammans med Hedingham Castle som ett av de områden som gavs till Roger Bigod av Vilhelm Erövraren . Området som gavs till Roger inkluderade skogsmark för 70 grisar och värderades till fyra pund. Orten har 3 665 invånare (2001).